# Relish
| Оценки критиков      | Оценки критиков    |
| Источник             | Оценка             |
| -------------------- | ------------------ |
| Allmusic             | [ 1 ]              |
| Chicago Tribune      | [ 2 ]              |
| Entertainment Weekly | A−                 |
| NME                  | (7/10) (Март 1996) |
| Q                    | (Январь 1996)      |
| Robert Christgau     | [ 4 ]              |
| Rolling Stone        | [ 5 ]              |

Relish — первый студийный альбом американской певицы Джоан Осборн, выпущенный 21 марта 1995 года. Альбом был номинирован на  премию «Грэмми» в  номинации «Альбом года». Пластинка заняла 9-е место в чарте Billboard 200.

## Об альбоме
В Relish преобладают элементы фолка, рока и поп-рока. Наиболее известной песней с этого альбома является «One of Us», которая в перепетой версии использовалась в качестве музыкальной темы в телесериале 2003—2005 годов «Новая Жанна д’Арк».
«Man in the Long Black Coat» является кавер-версией песни Боба Дилана из его альбома Oh Mercy.
Последняя песня альбома «Lumina» прозвучала в пилотном эпизоде телесериала «Клан Сопрано», транслировавшегося на канале HBO.

## Список композиций
Авторы всех песен — Джоан Осборн, Эрик Базиллиан, Роб Химан и Рик Шертофф, за исключением отмеченных.
1. «St. Teresa» — 5:20
2. «Man in the Long Black Coat» (Боб Дилан) — 4:49
3. «Right Hand Man» (Осборн, Базиллиан, Химан, Шертофф, Дон ван Влит) — 4:57
4. «Pensacola» — 4:32
5. «Dracula Moon» — 6:32
6. «One of Us» (Базиллиан) — 5:21
7. «Ladder» — 4:11
8. «Spider Web» (Джоан Осборн, Шертофф, Гари Лукас[англ.], Сэмми Мерендино, Крис Палмаро) — 5:34
9. «Let’s Just Get Naked» (Джоан Осборн, Базиллиан) — 5:08
10. «Help Me[англ.]» (Санни Бой Уильямсон II, Ральф Басс) — 5:14
11. «Crazy Baby» (Джоан Осборн) — 6:31
12. «Lumina» (Джоан Осборн, Базиллиан) — 3:08

## Участники записи
- Джоан Осборн — вокал, перкуссия, акустическая гитара
- Эрик Базиллиан[англ.] — гитара, мандолина, чант, саксофон, губная гармоника, электрическое фортепиано
- Марк Иган[англ.] — бас
- Роб Химан[англ.] — фортепиано, орган, синтезатор, меллотрон, бэк-вокал, ударные в 6 треке
- Энди Кравитц[англ.] — ударные, перкуссия

### Дополнительный персонал
- Рик Ди Фонзо — акустическая гитара во 2 и в 8 треках
- Сэмми Мерендино — ударные во 2 и на 9 треках, ритм-коллаж в 7 и 8 треках
- Крис Палмаро — электрическое фортепиано в 2 и в 8 треках, орган в 7 треке, виртуальная народная скрипка в 8 треке, меллотрон в 8 и 9 треках
- Уильям Уиттман — электрическая гитара во 2 треке, гитара в 7 треке
- Рик Шертофф — перкуссия в 3 и 5 треках
- Лео Осборн — бэк-вокал в 3 треке
- Ли Кампбелл[англ.] — настоящая народная скрипка в 8 треке
- Омар Хаким[англ.] — ударные в 8 треке
- Гари Лукас[англ.] — гитара в 8 и 9 треках
- Уэйд Шурман — губная гармоника в 8 и 9 треках
- Кэтрин Рассел[англ.] — бэк-вокал в 8 треке

## Чарты
Альбом
| Чарт (1995—1996)                 | Позиция |
| -------------------------------- | ------- |
| Австралия (ARIA)                 | 12      |
| Австрия (Ö3 Austria)             | 8       |
| Великобритания (UK Albums Chart) | 5       |
| Германия (Offizielle Top 100)    | 15      |
| Нидерланды (Album Top 100)       | 8       |
| США (Billboard 200)              | 9       |
| Швеция (Sverigetopplistan)       | 6       |

Синглы
| Год  | Синглы      | Чарт                              | Позиция |
| ---- | ----------- | --------------------------------- | ------- |
| 1995 | «One of Us» | Billboard Modern Rock Tracks      | 7       |
| 1995 | «One of Us» | Billboard Mainstream Rock Tracks  | 26      |
| 1995 | «One of Us» | Billboard Adult Top 40            | 16      |
| 1995 | «One of Us» | Billboard Top 40 Mainstream       | 2       |
| 1995 | «One of Us» | Billboard Hot 100                 | 4       |
| 1995 | «One of Us» | Billboard Adult Top 40 Recurrents | 7       |
| 1995 | «One of Us» | Billboard Top 40 Mainstream       | 14      |
| 1995 | «One of Us» | Austrian Charts Ö3                | 13      |

## Сертификации
| Ассоциация | Лейбл             | Дата           |
| ---------- | ----------------- | -------------- |
| RIAA — США | Золотой           | 20 ноября 1995 |
| RIAA — США | Платиновый        | 16 января 1996 |
| RIAA — США | Дважды платиновый | 22 марта 1996  |
| RIAA — США | Трижды платиновый | 16 июля 1996   |